# Xenolytus cubiceps
Xenolytus cubiceps là một loài tò vò trong họ Ichneumonidae.